# Piero Pirelli

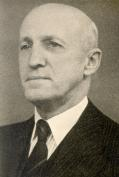
Piero Pirelii

Piero Pirelii (ur. 27 stycznia 1881 r. w Mediolanie, zm. 7 sierpnia 1956) – włoski potentat przemysłowy, od 1932 r. prezes rodzinnego koncernu Pirelli, którego założycielem był jego ojciec Giovanni Battista. W latach 1909–1928 prezydent włoskiego klubu piłkarskiego A.C. Milan, pomysłodawca budowy mediolańskiego stadionu San Siro.